# Ropeid
Ropeid (en norvégien : Ropeidhalvøya) est une péninsule située dans la municipalité de Suldal, dans le comté de Rogaland. Sur la péninsule se trouvent les villages de Vatlandsvåg, Marvik et Hebnes, ainsi qu’un port de ferry qui n’est plus utilisé depuis la construction d’un nouveau pont en 2015, le pont de Sandsfjord. Sur le côté nord de la péninsule se trouve Finnvik, et les fermes de Rødne qui ne peuvent être atteintes que par bateau ou à pied depuis Helland sont à l’ouest à partir de là. Ytre Rødne était la ferme familiale de Lars Bjørnsen Rødne (née Bjelland) et Britta Helgesdatter (née Store Næssa) de Nedstrand, d’où de nombreuses tribus Rødne-ætt qui se sont ramifiées dans le Rogaland et aux États-Unis.
Le nom Ropeid provient des temps anciens, où les habitants des deux rives (Suldal et Vindafjord respectivement) se criaient les nouvelles et les rumeurs à travers le fjord.
En 2001, le conseil du comté de Rogaland a construit un terminal combiné de hors-bord et de ferry à Ropeid. C’était un projet de prestige coûteux, mais rétrospectivement, il a été démontré que l’utilité de ce terminal n’est pas avérée et qu’il n’est pas utilisé par les voyageurs. La tentative de faire de Ropeid un centre de transport public du Ryfylke s’est donc avérée être un échec. Le conseil du comté a fait face à des critiques massives de la municipalité de Sauda, en raison des voyageurs de la ville industrielle qui doivent prendre un bus pour Ropeid lors de certains départs en hors-bord vers Stavanger. Malgré l’augmentation du nombre de passagers après le changement, les autorités du comté maintiennent le programme, et les départs en hors-bord de Sauda sont limités aux départs du matin en semaine et à tous les départs le week-end.